# Castillo de Arronches
Los restos del castillo de Arronches, en el Alentejo, se encuentran en la parroquia de Assunção, ciudad de Arronches, distrito de  Portalegre, en Portugal.
La ciudad fronteriza de Arronches, en el Alto Alentejo, fue una plaza importante durante las guerras con España en el siglo XVII.

## El castillo medieval
Aunque no hay más información sobre la primitiva estructura de este castillo  medieval, se sabe que fue reconstruido en 1310 bajo el reinado de Dionisio I de Portugal (1279-1325).
Bajo el reinado de Manuel I de Portugal (1495-1521) se dibujó el plano de planta del castillo que  es obra de Duarte de Armas. Era su alcalde en aquella época, Diogo de Sequeira (1496-1514).

## La plaza fuerte
Probablemente en el momento de la  Guerra de Restauración de la independencia portuguesa, junto con otras plazas de la región, se modernizó la estructura defensiva de la ciudad medieval, adaptada al fuego de la artillería moderna. Para este propósito se involucró con baluartes de mampostería con garitas en los vértices.
Actualmente el perímetro amurallado no está completo; la aldea sufrió grandes daños durante el terremoto de 1755 y sus defensas no deben haber quedado fuera de los daños. Más tarde, varios tramos de los muros fueron absorbidos por la expansión urbana del asentamiento, que se utilizó para construir casas. Del castillo medieval han llegado hasta nuestros días sólo las ruinas de una de sus torres.
Clasificado como «Bien de Interés Público» por Decreto publicado el 29 de septiembre de 1977, los restos de las fortificaciones de Arronches están reclamando actualmente un extenso plan de recuperación y apreciación por parte de los poderes públicos

## Características
Los restos de los muros se construyeron en mampostería de piedra utilizando la técnica de la piedra seca, es decir, las piedras se encajan sin mortero. En algunas secciones, sin embargo, puede verse que se ha aplicado cemento como forma de conservación.